# Стоунгейт (Колорадо)
Стоунгейт (англ. Stonegate) — переписна місцевість (CDP) в США, в окрузі Дуглас штату Колорадо. Населення — 9072 особи (2020).

## Географія
Стоунгейт розташований за координатами 39°32′12″ пн. ш. 104°48′11″ зх. д. / 39.53667° пн. ш. 104.80306° зх. д. (39.536565, -104.802975).  За даними Бюро перепису населення США в 2010 році переписна місцевість мала площу 5,16 км², з яких 5,15 км² — суходіл та 0,01 км² — водойми. В 2017 році площа становила 4,78 км², з яких 4,75 км² — суходіл та 0,03 км² — водойми.

## Демографія
Згідно з переписом 2010 року, у переписній місцевості мешкали 8962 особи в 3052 домогосподарствах у складі 2456 родин. Густота населення становила 1737 осіб/км².  Було 3134 помешкання (607/км²).
Расовий склад населення:
| - 92,2 % — білих - 3,0 % — азіатів - 0,8 % — чорних або афроамериканців - 0,3 % — корінних американців - 1,3 % — осіб інших рас |

До двох чи більше рас належало 2,3 %. Частка іспаномовних становила 7,5 % від усіх жителів.
За віковим діапазоном населення розподілялося таким чином: 33,7 % — особи молодші 18 років, 62,0 % — особи у віці 18—64 років, 4,3 % — особи у віці 65 років та старші. Медіана віку мешканця становила 35,4 року. На 100 осіб жіночої статі у переписній місцевості припадало 91,9 чоловіків;  на 100 жінок у віці від 18 років та старших — 91,7 чоловіків також старших 18 років.
Середній дохід на одне домашнє господарство  становив 133 469 доларів США (медіана — 113 510), а середній дохід на одну сім'ю — 135 764 долари (медіана — 120 260). Медіана доходів становила 87 070 доларів для чоловіків та 60 833 долари для жінок. За межею бідності перебувало 5,0 % осіб, у тому числі 4,4 % дітей у віці до 18 років та 0,0 % осіб у віці 65 років та старших.
Цивільне працевлаштоване населення становило 4831 осіб. Основні галузі зайнятості: освіта, охорона здоров'я та соціальна допомога — 19,6 %, науковці, спеціалісти, менеджери — 18,5 %, фінанси, страхування та нерухомість — 14,9 %.